# کشانژکی
کشانژکی (به لهستانی:  Książki) یک روستا در لهستان است که در گمینا کشانژکی واقع شده‌است.
 کشانژکی  ۱٬۹۰۰ نفر جمعیت دارد.